# Kinixys erosa
La tortuga erosionada (Kinixys erosa) és una tortuga de la família Testudinidae. Aquesta espècie del gènere africà Kinixys es distribueix per Angola, Burkina Faso, Camerun, República Centreafricana, República del Congo, República Democràtica del Congo, Costa d'Ivori, Guinea Equatorial, el Gabon, Gàmbia, Ghana, Guinea, Libèria, Nigèria, Ruanda, Senegal, Sierra Leone, Uganda, possiblement Benín, possiblement Guinea Bissau, i possiblement, Togo. Aquesta espècie té una frontissa de 90 graus, que quan es tanca protegeix la cua i les potes del darrere mentre dormen per protegir-se dels depredadors. És una espècie amenaçada per la destrucció del seu hàbitat per la desforestació per a l'agricultura i la urbanització, a més es caça en l'àmbit local per a la carn, ja que és un aliment bàsic per a molts pobles africans.